# Anita Morris
Anita Rose Morris (14 de marzo de 1943 – 2 de marzo de 1994) fue una actriz, cantante y bailarina estadounidense. Comenzó su carrera actuando en musicales de Broadway, como Jesus Christ Superstar, Seesaw y Nine, por el que recibió una nominación a los premios Tony.
Durante su carrera, Morris tuvo papeles protagonistas en varias películas, como The Hotel New Hampshire (1984), Absolute Beginners (1986), Ruthless People (1986), Aria (1987), 18 Again! (1988), Bloodhounds of Broadway (1989) y A Sinful Life (1989). Tuvo papeles protagonistas en dos series de televisión de corta duración en la década de 1980: la telenovela Berrenger's de la NBC (1985) y la comedia de Fox Down and Out in Beverly Hills (1987).

## Carrera
El papel más destacado de Morris en el cine fue el de Carol Dodsworth, la amante de Danny DeVito, en Ruthless People; su papel más destacado en el teatro fue su sensual interpretación de Carla en el musical Nine, junto a Raul Julia. Aunque fue nominada al premio Tony a la mejor actriz protagonista por su papel de Carla, perdió frente a Liliane Montevecchi, también en Nine. 21 años después, Jane Krakowski ganó el premio Tony en la misma categoría que Morris, interpretando a Carla en una reposición junto a Antonio Banderas. Su número emblemático en Nine fue "A Call from the Vatican", y también cantó "Simple", al final del segundo acto. Estaba previsto que interpretara el primero en los premios Tony de 1982, pero los censores de televisión consideraron que su atuendo era demasiado revelador. Su trabajo en los escenarios comenzó en el American Mime Theatre, y la llevó a Broadway para Nine, Jesus Christ Superstar, Seesaw, The Magic Show (álbum de reparto y vídeo/DVD), Sugar Babies (sustituta de la "Soubrette" interpretada por Ann Jillian) y The Best Little Whorehouse in Texas.
Morris interpretó a Rhonda Ray, la amante de Rob Lowe, en The Hotel New Hampshire (1984). Otros trabajos cinematográficos incluyen The Happy Hooker (1975), Maria's Lovers (1984), Absolute Beginners (1986) con David Bowie, Blue City (1986) con Judd Nelson, Ruthless People (1986) con Danny DeVito y Bette Midler, 18 Again! (1988) con George Burns, Bloodhounds of Broadway (1989) con Madonna y Matt Dillon, A Sinful Life (1989), Martians Go Home (1989) con Randy Quaid, Off and Running (1991) con Cyndi Lauper, Little Miss Millions (1993) con Jennifer Love Hewitt, Me and the Kid (1993) y Radioland Murders (1994), que fue su último papel en el cine.
Durante los años ochenta y principios de los noventa, interpretó papeles como actriz invitada en comedias y dramas, como Miami Vice, Who's the Boss?, Murder, She Wrote, Cheers, Melrose Place, Matlock, Tales from the Crypt, Murphy Brown y A Different World. En 1984, Morris apareció en el vídeo musical de The Rolling Stones "She Was Hot".

## Vida personal
Morris nació en Durham, Carolina del Norte, hija de Eloise (de soltera Chappell), que se dedicaba a la producción teatral, y de James Badgett Morris, médico.
Se casó con Grover Dale en 1973 y tuvo un hijo, James Badge Dale, en 1978, que desarrolló una carrera como actor a partir de 1990.[cita requerida]

## Muerte
Desarrolló un cáncer de ovario en 1980, y le dieron sólo cinco años de vida, pero siguió viviendo otros 14 años antes de su muerte, el 2 de marzo de 1994, doce días antes de cumplir 51 años. Fue enterrada en el cementerio de Maplewood, en su Durham natal, Carolina del Norte.

## Filmografía
| Año  | Título                        | Papel                             | Notas                                                                                        |
| ---- | ----------------------------- | --------------------------------- | -------------------------------------------------------------------------------------------- |
| 1972 | The Broad Coalition           | Sheila Saunders                   | Largometraje                                                                                 |
| 1975 | The Happy Hooker              | May Smith                         | Largometraje                                                                                 |
| 1980 | Big Blonde                    | Bootsie                           | Telefilme                                                                                    |
| 1981 | So Fine                       | So Fine Dancer                    | Largometraje                                                                                 |
| 1983 | The Magic Show                | Charmin                           | Largometraje                                                                                 |
| 1984 | The Hotel New Hampshire       | Ronda Ray                         | Largometraje                                                                                 |
| 1984 | Maria's Lovers                | Mrs. Wynic                        | Largometraje                                                                                 |
| 1985 | Berrenger's                   | Babs Berrenger                    | serie de televisión • Temporada 1 (todos los 12 episodios)                                   |
| 1986 | A Masterpiece of Murder       | Lola Crane                        | Telefilme                                                                                    |
| 1986 | Absolute Beginners            | Dido Lament                       | Largometraje                                                                                 |
| 1986 | Blue City                     | Malvina Kerch-Turner              | Largometraje                                                                                 |
| 1986 | Ruthless People               | Carol                             | Largometraje                                                                                 |
| 1986 | A Smoky Mountain Christmas    | Jezebel                           | Telefilme                                                                                    |
| 1987 | Down and Out in Beverly Hills | Barbara Whiteman                  | serie de televisión • Temporada 1 (todos los 13 episodios)                                   |
| 1987 | Cheers                        | Madeline Keith                    | serie de televisión • Temporada 5, Episodio 19: "Dog Bites Cliff"                            |
| 1987 | Aria                          | Phoebe                            | Largometraje (segmento: "Rigoletto")                                                         |
| 1987 | Miami Vice                    | Leona Proverb                     | serie de televisión • Temporada 4, Episodio 2: "Amen... Send Money"                          |
| 1988 | 18 Again!                     | Madeline                          | Largometraje                                                                                 |
| 1989 | Murder, She Wrote             | Leona Schubert                    | serie de televisión • Temporada 5, Episodio 11: "The Search for Peter Kerry"                 |
| 1989 | Who's the Boss?               | Betty                             | serie de televisión • Temporada 5, Episodio 13: "Cardinal Sin"                               |
| 1989 | Bloodhounds of Broadway       | Miss Missouri Martin              | Largometraje                                                                                 |
| 1989 | A Sinful Life                 | Claire Vin Blance                 | Largometraje                                                                                 |
| 1989 | Martians Go Home              | Dr. Jane Buchanan                 | Largometraje                                                                                 |
| 1989 | Matlock                       | Catherine McKay                   | serie de televisión • Temporada 4, Episodio 7: "The Star"                                    |
| 1990 | Good Grief                    | Zumaya                            | serie de televisión • Temporada 1, Episodio 5: "Mooses, Masons and the Secret Life of Trees" |
| 1990 | WIOU                          | Frances Frazier                   | serie de televisión • Temporada 1, Episodio 5: "One Point, No Light"                         |
| 1991 | Tales from the Crypt          | Fuchsia Monroe                    | serie de televisión • Temporada 3, Episodio 13: "Spoiled"                                    |
| 1991 | Off and Running               | Florence                          | Largometraje                                                                                 |
| 1991 | Pros and Cons                 | Marge                             | serie de televisión • Temporada 1, Episodio 7: "Murder Most Perfect"                         |
| 1992 | Eerie, Indiana                | Eunice Danforth / Marshall Teller | serie de televisión • Temporada 1, Episodio 15: "No Brain, No Pain"                          |
| 1992 | Melrose Place                 | Stella Rivers                     | serie de televisión • Temporada 1, Episodio 10: "Burned"                                     |
| 1992 | Matlock                       | Elaine Genrich                    | serie de televisión • Temporada 7, Episodios 3 & 4: "The Legacy" (2 partes)                  |
| 1992 | A Different World             | Joni Brooks                       | serie de televisión • Temporada 6, Episodio 13: "White Christmas"                            |
| 1993 | Trade Winds                   | Contessa Laetitia Philips Gabetti | Miniserie (all 3 episodes)                                                                   |
| 1993 | Major Dad                     | Connie                            | serie de televisión • Temporada 4, Episodio 16: "Colonel and Truth"                          |
| 1993 | Little Miss Millions          | Sybil Lofton                      | Largometraje                                                                                 |
| 1993 | Me and the Kid                | Mrs. Feldman                      | Largometraje                                                                                 |
| 1994 | Radioland Murders             | Claudette Katsenback              | Largometraje (estreno póstumo), (último papel cinematográfico)                               |